# Joris Daudet
Joris Daudet (Saintes, 12 februari 1991) is een Franse BMX'er. Hij is viervoudig wereldkampioen en werd in 2024 Olympisch kampioen.

## Levensloop
Daudet maakte op dertienjarige leeftijd kennis met het BMX nadat hij er tijdens een evenement in zijn geboorteplaats kennis mee maakte. In 2008 en 2009 werd hij wereldkampioen bij de junioren en weer een jaar later Frans kampioen bij de elite. In 2011 had Daudet zijn definitieve doorbraak op het wereldtoneel toen de BMX'er Wereld- en Europees kampioen werd en de Wereldbeker won (zonder een race te winnen). Het zou tot 2017 duren voordat Daudet zijn eerste individuele Wereldbekerwedstrijd won. Anno 2024 stond de teller op twaalf wereldbekeroverwinningen.
In de jaren 2015 (tijdrit), 2016 en 2024 schreef Daudet wederom een wereldtitel op zijn naam en in 2017 voor de tweede maal het Europees kampioenschap. Daarnaast werd hij zesmaal Frans kampioen. Intussen bleef succes op de Olympische Spelen uit. In 2012 strandde Daudet in de halve finale. In 2016 moest hij in de kwartfinale opgeven na een heat vanwege een polsblessure. In 2021 tijdens de Spelen in Tokio lukte het Daudet eindelijk de finale te halen, maar hij viel in de laatste bocht en finishte niet eens.
Drie jaar later tijdens de Zomerspelen in eigen land voltooide Daudet alsnog zijn palmares door Olympisch kampioen te worden.

## Persoonlijk
Sinds 2013 woont Daudet in de Verenigde Staten, aanvankelijk in Californië, later in Florida.
2008: Māris Štrombergs ·
2012: Māris Štrombergs ·
2016: Connor Fields ·
2020: Niek Kimmann ·
2024: Joris Daudet